# Lhota pod Džbánem

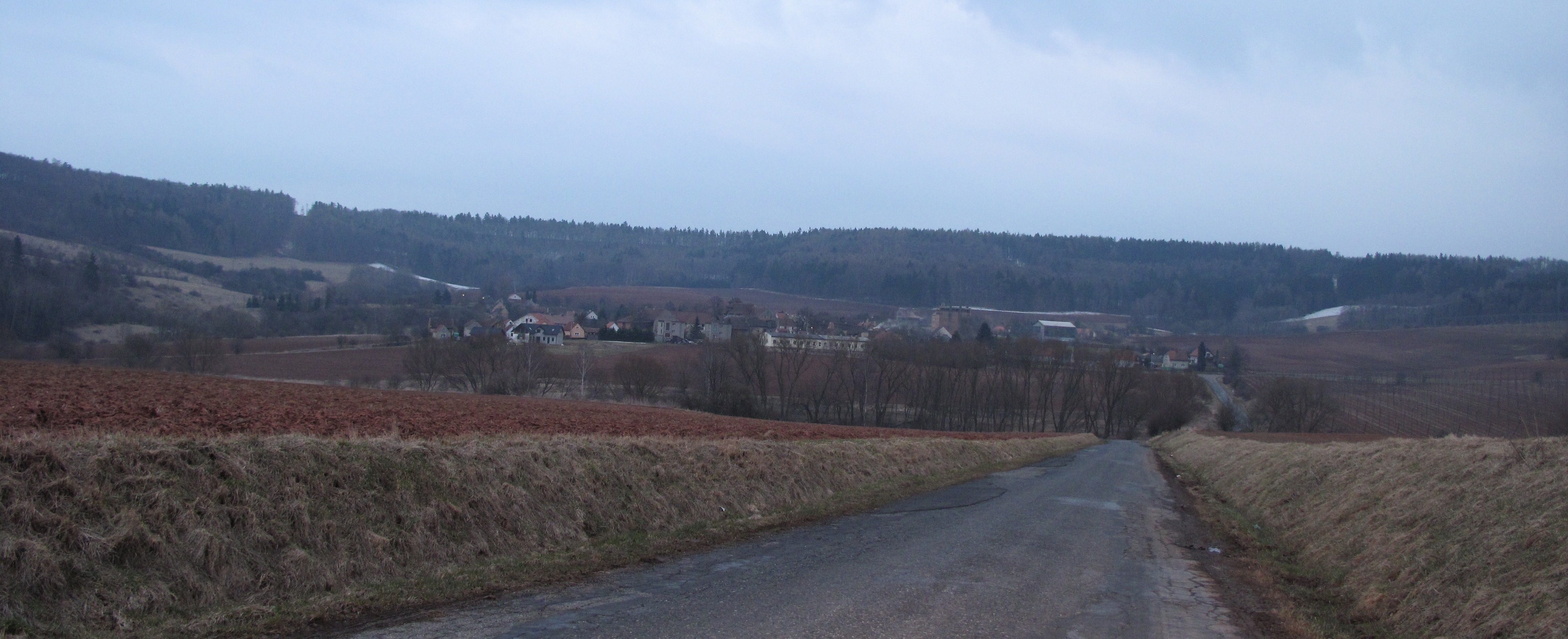
Ortsansicht von Norden

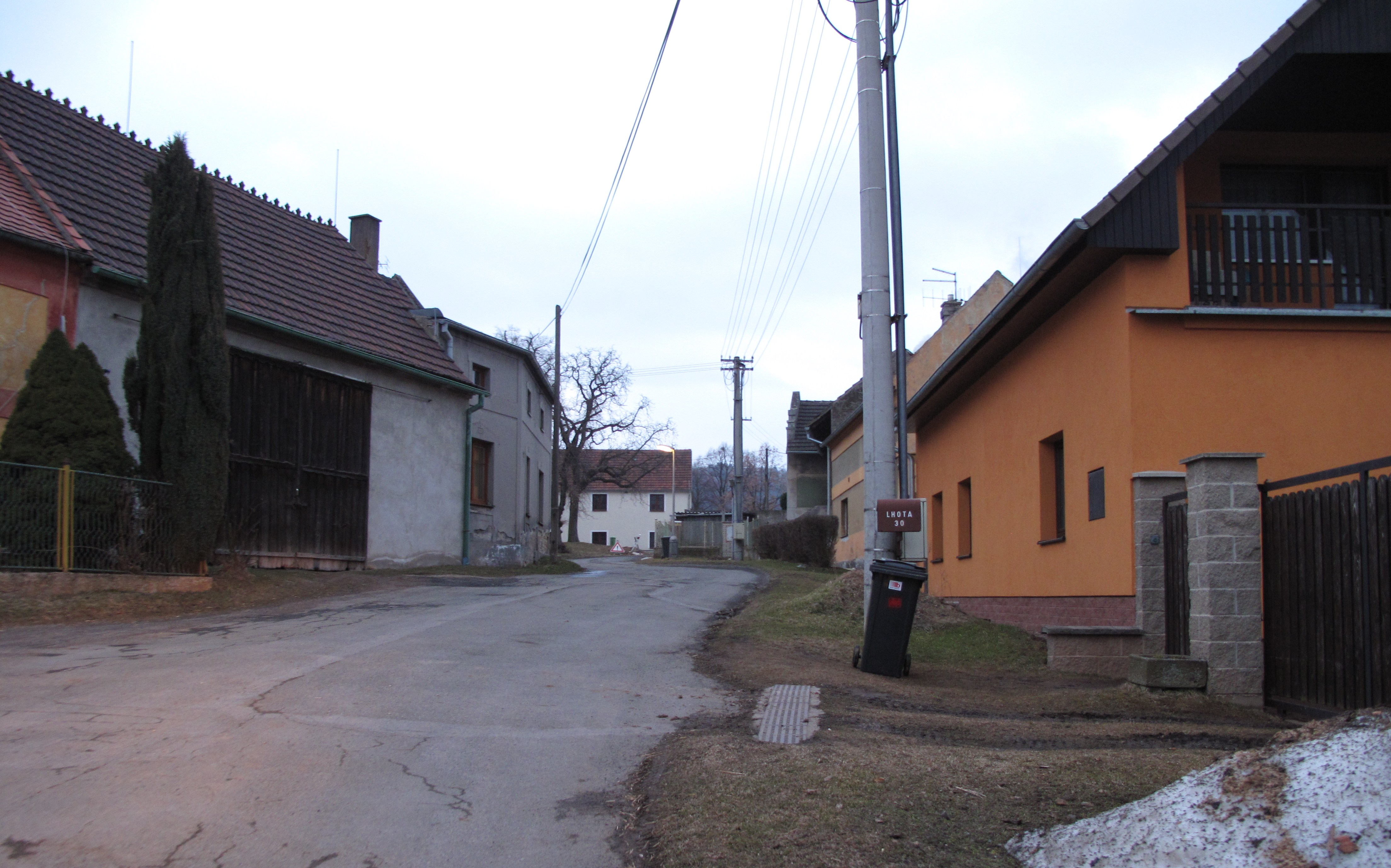
Dorfstraße

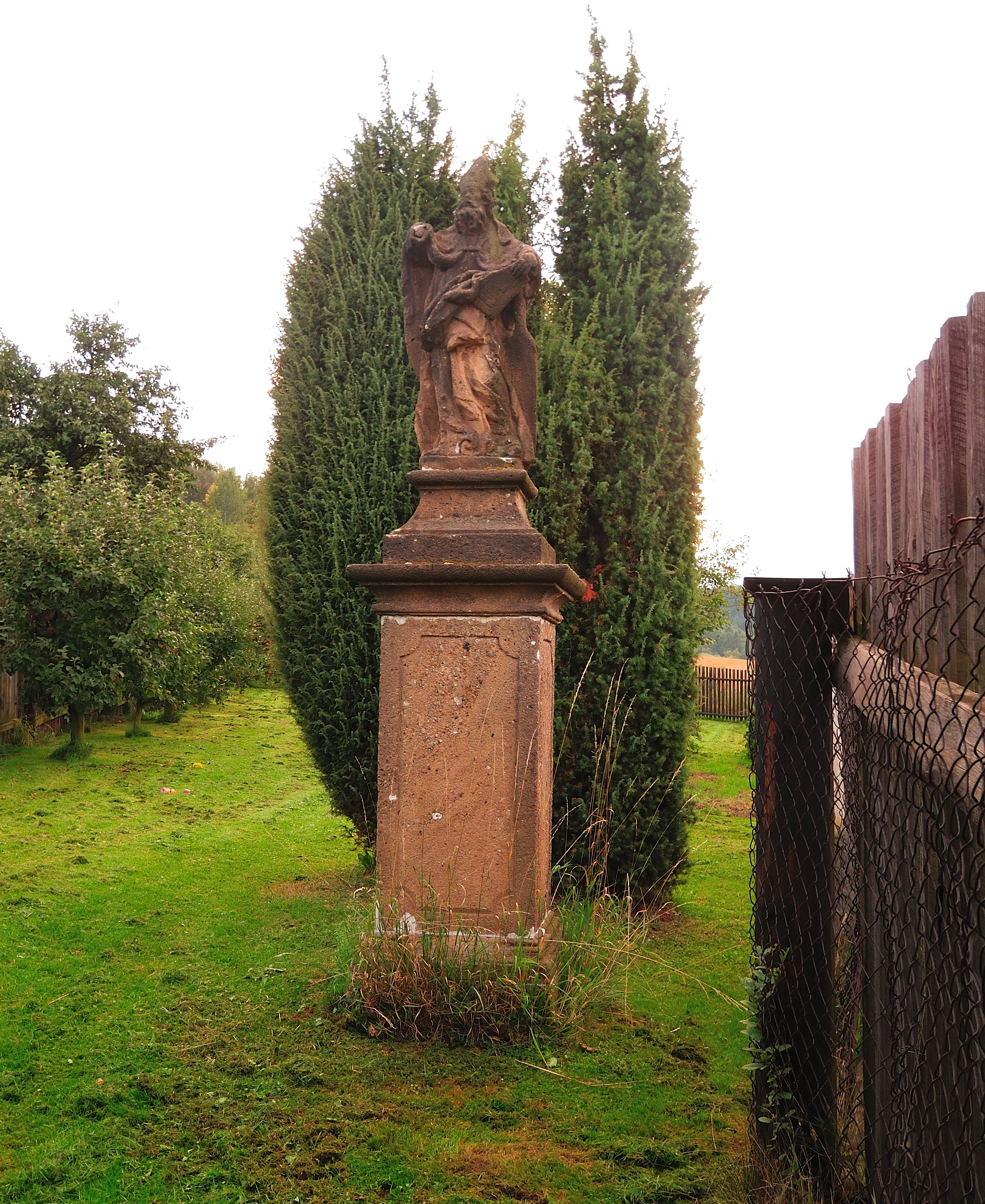
Statue des hl. Adalbert

Lhota pod Džbánem, bis 1924 Velhota  (deutsch Welhotten) ist ein Ortsteil der Gemeinde Mutějovice in Tschechien. Er liegt 13 Kilometer nördlich von Rakovník und gehört zum Okres Rakovník.

## Geographie
Lhota pod Džbánem befindet sich in dem zum Džbán (Krugwald) gehörigen Hügelland Ročovská vrchovina im Naturpark Džbán. Das Dorf liegt auf einer Kuppe im Quellgebiet des Baches Lhotský potok. Nordöstlich erhebt sich der Číhadlo (482 m), im Südosten der Džbán (536 m) sowie westlich die Zadní Rovina (524 m). Im Westen und Norden führt die Bahnstrecke Rakovník–Louny durch die Täler unterhalb des Dorfes; die nächste Bahnstation Mutějovice liegt zwei Kilometer westlich von Lhota.
Nachbarorte sind Pnětluky, Filipov, Domoušice und Solopysky im Norden, Ročov, Smilovice und Pochvalov im Nordosten, Třeboc im Osten, Řevníčov und Bulantovna im Südosten, Na Ratislavu,  Hředle und Krupá im Süden, Mutějovice, Perun und Milostín im Südwesten, Důl František, Kounov und Deštnice im Westen sowie Na Rovinách, Nečemice und Výhledy im Nordwesten.

## Geschichte
Das Dorf wurde wahrscheinlich in der ersten Hälfte des 13. Jahrhunderts während der Binnenkolonisation unter König Wenzel I. nach dem Lhotensystem gegründet. Die erste schriftliche Erwähnung von Velhota erfolgte 1325 zusammen mit Mutějovice in der Urkunde König Johann von Luxemburg über die emphyteutische Aussetzung von Domoušice. Dabei wurde der Vizepleban von Velhota nach Domoušice verlegt.
Später wurde Velhota zu einem Lehn der königlichen Burg Křivoklát. König Wenzel IV. überließ 1402 seinem Vasallen Jaroslav von Nevid zwölf brache Huben Ackerland in Velhota sowie weiteres Land in Kounov. Nach dem durch König Ottokar II. Přemysl eingeführten Lehenssystem waren die Untertanen von Geldleistungen gegenüber der Burg befreit, stattdessen waren sie zu besonderen Diensten zur Versorgung und Verteidigung verpflichtet; Jaroslav von Nevid hatte sich bei Bedarf mit bewaffneten Reitern auf der Burg einzufinden. Zu Beginn des 15. Jahrhunderts wurde das Gut Velhota an das Lehngut Kounov angeschlossen. Pfarrort war zu dieser Zeit Smolnice. Nach Jaroslav von Nevids Tod fielen die Güter seiner einzigen Tochter Katharina zu, die sie ihrem Mann Zdislav Hořešovec von Libošín überschrieb. Dessen Sohn Buzek verpfändete seinen Besitz zunächst für 200 Schock Prager Groschen an Jan von Divice und Ota Hromada von Boršice. Später löste er das Pfand wieder ein und überschrieb Kounov und Velhota 1483 seiner Frau Justýna von Hořešovice und Jezevce. Nach dem Tode ihres Mannes bewirtschaftete Justýna ab 1510 nur noch einen Teil ihrer Güter. Den anderen Anteil verwaltete zunächst Václav Vataš von Blatno zusammen mit seinem Sohn Jan Kryštof, 1517 wurde er an Johann Zucker von Tamfeld verkauft. Einen weiteren Anteil ihres Gutes überschrieb Justýna ihrem Bruder Prokop von Hořešovice und restlichen Teil kurz vor ihrem Tode an Piram von Svojkov. Ab 1547 besaßen dessen zehn Söhne gemeinschaftlich das Gut, 1550 verkauften sie Kounov mit Velhota an Burjan von Nostitz auf Ruda. Diese erwarb in der zweiten Hälfte des 16. Jahrhunderts auch den Lehnhof Velhota und besaß damit das Dorf ganz. 1590 erbte sein Sohn Johann Adam von Nostitz den Besitz, ab 1601 verwaltete er ihn gemeinschaftlich mit seinen Brüdern Johann Wenzel und Wilhelm. Johann Adam von Nositz beteiligte sich am Ständeaufstand von 1618. Durch einen kaiserlichen Gnadenerlass blieb sein Gut Kaunowa von der Konfiskation verschont und wurde seinem Sohn Hans übertragen. Nachdem Johann Adam und Hans von Nostitz 1631 während des Einmarsches des kursächsischen Heeres auf dessen Seiten übergewechselt waren, wurden sie von der Friedländer Kommission mit dem Verlust ihres gesamten Vermögens bestraft, auf Fürsprache des sächsischen Kurfürsten Johann Georg I. wurden die Konfiskation der Güter Kounov und Velhota sowie die Geldstrafe wieder aufgehoben. 1663 überschrieb Hans von Nostitz den Besitz seiner Frau Anna Margaretha, geborene Bechinie von Lazan. 1675 überließ sie den Lehnhof Kounov ihrem Sohn Hermann Joachim von Nostitz und behielt Velhota einschließlich einer Mühle für sich. Anna Margaretha von Nostitz verkaufte das Gut Velhota am 10. Dezember 1678 an Georg Ludwig von Sinzendorf.
Dieser erwarb zugleich auch von Hermann Joachim von Nostitz den Lehnhof Kounov und schlug beides seiner Herrschaft Postelberg zu. In Velhota wurde ein niederer Beamter zur Verwaltung der beiden Güter ansässig. Sinzendorf führte die Herrschaft zu wirtschaftlicher Blüte und gewährte seinen Untertanen den Freikauf von der Robot. Zur Wiederbesetzung der wüsten Bauernhöfe stellte Sinzendorf die neuen Siedler u. a. von der Erbuntertänigkeit und der Robot frei. Durch diese außergewöhnlichen Freiheiten erfolgte ein starker Zuzug von deutschen Siedlern.
Georg Ludwigs Sohn Philipp Ludwig Wenzel von Sinzendorf verkaufte die Herrschaft Postelberg mit allem Zubehör am 24. Mai 1692 an Ferdinand zu Schwarzenberg; der Kaufpreis für das Gut Velhota lag dabei bei 1000 Rheinischen Gulden. Ferdinand zu Schwarzenberg schloss das Lehngut Kounov mit Velhota an die Herrschaft Kornhaus an. Den Hof Velhota mit Wiesen, Hopfengärten und 150 Strich Ackerland verkaufte er 1701 an den Kaadener Bürger Georg Anton Mutzen. Anschließend wechselten die Besitzer des Hofes oftmals. 1774 wurde die Kapelle auf dem Dorfplatz errichtet.
Im Jahre 1802 verkaufte Jakob Wimmer das Dorf Wellhotten zusammen mit Leneschitz und Domauschitz an Joseph II. zu Schwarzenberg, der Wellhotten wieder mit Kaunowa vereinigte. Ihm folgte ab 1833 sein ältester Sohn und Fideikommisserbe Johann Adolf II. zu Schwarzenberg.
Im Jahre 1843 bestand Wellhotten aus 24 Häusern mit 140 überwiegend deutschsprachigen Einwohnern. Im Ort gab es einen obrigkeitlichen Meierhof, der emphyteutisch an die Herrschaft Citolib verkauft war. Das Wellhottner Forstrevier, eines der beiden Kaunowaer Reviere, umfasste eine Waldfläche von 957 Joch 818 Quadratklafter mit Nadelholzbeständen und wurde vom Waldbereiter in Nečenitz (Nečemice) bewirtschaftet. Pfarrort war Kaunowa. Bis zur Mitte des 19. Jahrhunderts blieb Wellhotten der Fideikommissherrschaft Kornhaus mit Kaunowa untertänig.
Nach der Aufhebung der Patrimonialherrschaften bildete Wellhotten / Velhota ab 1850 Gemeinde im Bezirk Rakonitz und Gerichtsbezirk Rakonitz, mit Kaunowa bestand eine gemeinsame Katastralgemeinde. Die Amtssprache in Wellhotten war zu dieser Zeit Deutsch. Der Schulunterricht erfolgte entweder in der deutschen Schule in Kaunowa oder der besser erreichbaren tschechischen Schule in Domauschitz. In dieser Zeit erfolgte der Wandel des gemischtsprachigen Dorfes zur Tschechischsprachigkeit. 1860 wurde in Velhota die tschechische Sprache als Amtssprache eingeführt, zehn Jahre später löste sich das Dorf von Kaunowa gänzlich los und bildete auch eine eigene Katastralgemeinde. Im Jahre 1871 wurde bei Velhota ein Steinkohlenbergwerk aufgenommen, das nach neunjähriger Betriebszeit wieder stillgelegt wurde. 1876 wurde Velhota von Kaunowa nach Domauschitz umgepfarrt. Der Dorfteich entstand 1878. Zwischen 1880 und 1885 entstand die Straße nach Mutějovice, 1889 die nach Domauschitz. Die Freiwillige Feuerwehr wurde 1886 gegründet. Im Jahre 1900 lebten in den 42 Häusern des Dorfes 219 Personen. Haupterwerbsquelle bildete die Landwirtschaft, insbesondere der Hopfenanbau. Im Ort arbeitete eine Wassermühle, außerdem wurde Pläner gebrochen. 1904 wurde durch die Eisenbahn Rakonitz–Laun der Verkehr auf der Bahnstrecke Rakovník–Louny aufgenommen. Der Steinkohlenbergbau wurde 1919 wieder aufgenommen. Die Zeche František erreichte schließlich eine Teufe von 40 Metern, der Abtransport der Kohle erfolgte über eine Standseilbahn zur Zeche Slávka bei Mutějovice und von dort über eine Schleppbahn zur Bahnstation Mutějovice. 1924 erfolgte die Änderung des tschechischen Ortsnamens in Lhota pod Džbánem. Der Dorffriedhof wurde 1930 angelegt. Im Jahre 1932 hatte Lhota pod Džbánem 222 Einwohner. Nach dem Münchner Abkommen wurde das Dorf 1938 zum Grenzort zum Deutschen Reich. In dieser Zeit siedelten sich in Lhota Tschechen aus dem Sudetenland an. Während der deutschen Besetzung agierten in den umliegenden Wäldern Partisanen.
1961 erfolgte die Eingemeindung nach Mutějovice. Im Jahre 1991 hatte das Dorf 61 Einwohner, beim Zensus von 2001 lebten in den 50 Wohnhäusern von Lhota pod Džbánem 66 Personen. Lhota pod Džbánem ist ein traditionelles Hopfenanbaugebiet und wird von Hopfenfeldern umgeben.

## Ortsgliederung
Der Ortsteil Lhota pod Džbánem bildet zugleich einen Katastralbezirk. Zu Lhota pod Džbánem gehört die Einschicht Důl František.

## Sehenswürdigkeiten
- Burgruine Džbán, auch Čbán bzw. Držemberk genannt, auf einem Sporn des Džbán-Plateaus westlich von Lhota, sie wurde wahrscheinlich 1318 während der zwischen Žatec und Rakovník stattgefundenen Kämpfe zwischen Wilhelm Zajíc von Waldeck und König Johann von Luxemburg zerstört.
- Steinreihen von Kounov nordwestlich des Dorfes auf der Rovina
- Park mit Denkmal für die Gefallenen des Ersten Weltkrieges, errichtet 1929
- Glockenturm, errichtet 1932
- Kapelle der Jungfrau Maria auf dem Dorfplatz, errichtet 1774
- Barocke Statue des hl. Adalbert, 100 m außerhalb des Ortes